# Eresia mechanitis
Eresia mechanitis är en fjärilsart som beskrevs av Frederick DuCane Godman och Osbert Salvin 1878. Eresia mechanitis ingår i släktet Eresia och familjen praktfjärilar. Inga underarter finns listade i Catalogue of Life.